# Arenenberg (Schiff, 1936)
Die Arenenberg war ein ursprünglich für die Schweizerische Dampfbootgesellschaft Untersee und Rhein, heute Schweizerische Schifffahrtsgesellschaft Untersee und Rhein, gebautes Passagierschiff. Bei der Schweizerischen Schifffahrtsgesellschaft Untersee und Rhein existierte mit der Munot ein Schwesterschiff der Arenenberg. Schiffe gleicher Bauart sind die Mouette und die Cygne, die ab 1939 auf dem Neuenburgersee und dem Murtensee verkehrten.

## Geschichte
Das Schiff wurde auf der Bodan-Werft gebaut. Wegen vieler Aufträge der Bodan-Werft wurde der Rumpf von Gebrüder Sulzer in Winterthur gefertigt. Er wurde in Konstanz eingewassert und zum Endausbau zur Motoren- und Schiffbau GmbH Bodanwerft in Kressbronn am Bodensee geschleppt. Zusammen mit ihrem Schwesterschiff Munot ersetzte die Arenenberg die beiden Glattdeckdampfer Neptun und Schweiz. Die beiden Motorschiffe gehörten zur ersten, vom Bauhaus-Design inspirierten Generation der Dieselschiffe, welche die alten Dampfschiffe der Schweizerischen Dampfbootgesellschaft ablösten. Die Arenenberg wurde am 1. Juni 1936 in Dienst gestellt. Sie war 47 Jahre auf dem Rhein zwischen Schaffhausen und Kreuzlingen im Einsatz. Heimathafen war Schaffhausen.
Am 21. Juli 1940 strandete die Arenenberg in Ermatingen wegen eines Defekts am Wendegetriebe. Am 18. Juni 1961 brach auf der Fahrt von Stein am Rhein nach Schaffhausen ein Brand aus; dabei entstand geringer Sachschaden.
Am 16. Juli 1983 wurde die Arenenberg ausgemustert und anschliessend verschrottet. Sie wurde im gleichen Jahr durch die neue Arenenberg ersetzt. Der Motor wurde als Ersatz für die Munot aufbewahrt und 1997 mit dem Schwesterschiff in die Niederlande verkauft.

## Namensgebung
Das Schiff ist nach Schloss Arenenberg am Untersee gegenüber der Insel Reichenau benannt. Im Schloss Arenenberg verbrachte der französische Kaiser Napoleon III. ein Teil seiner Jugend.